# FlixTrain

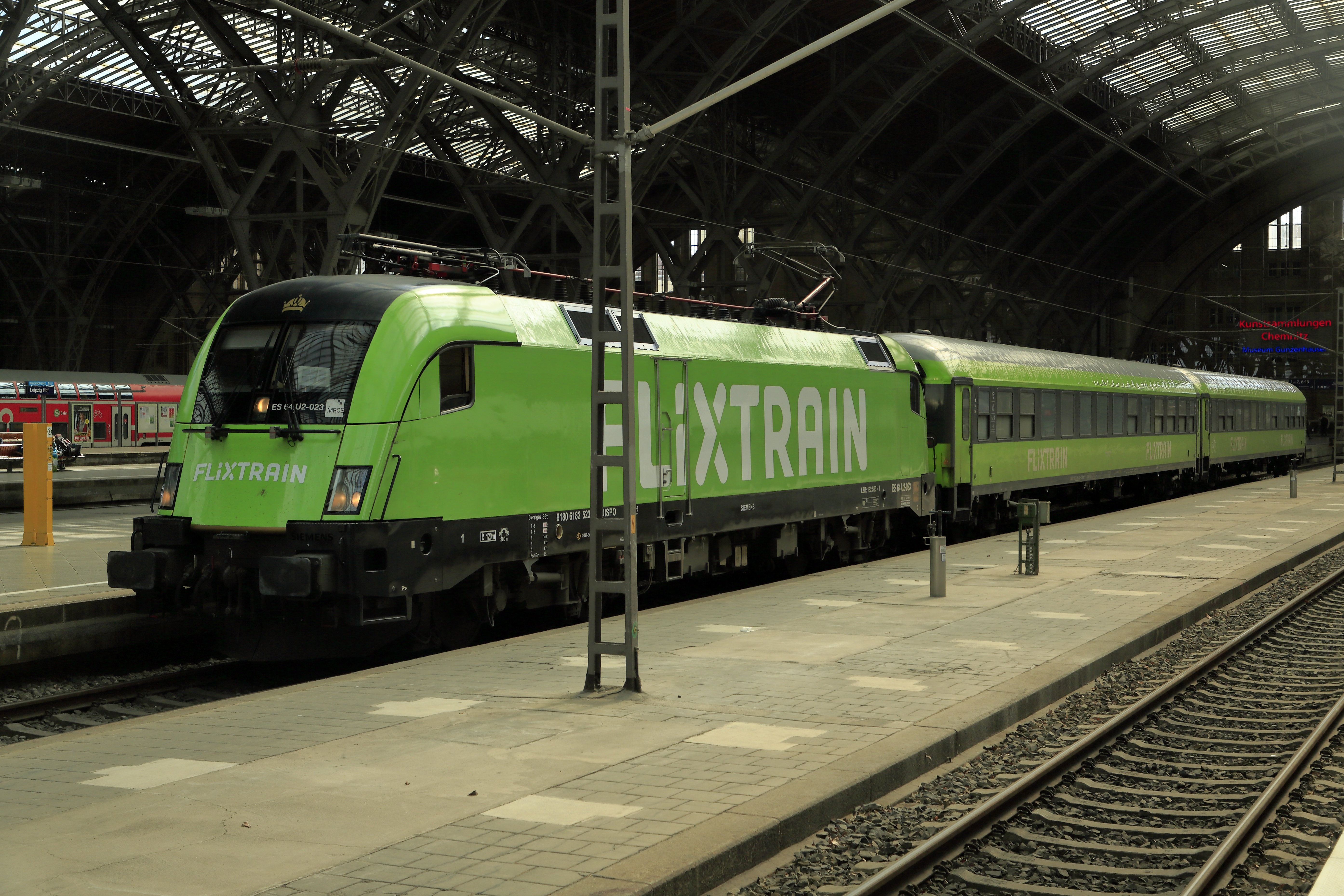

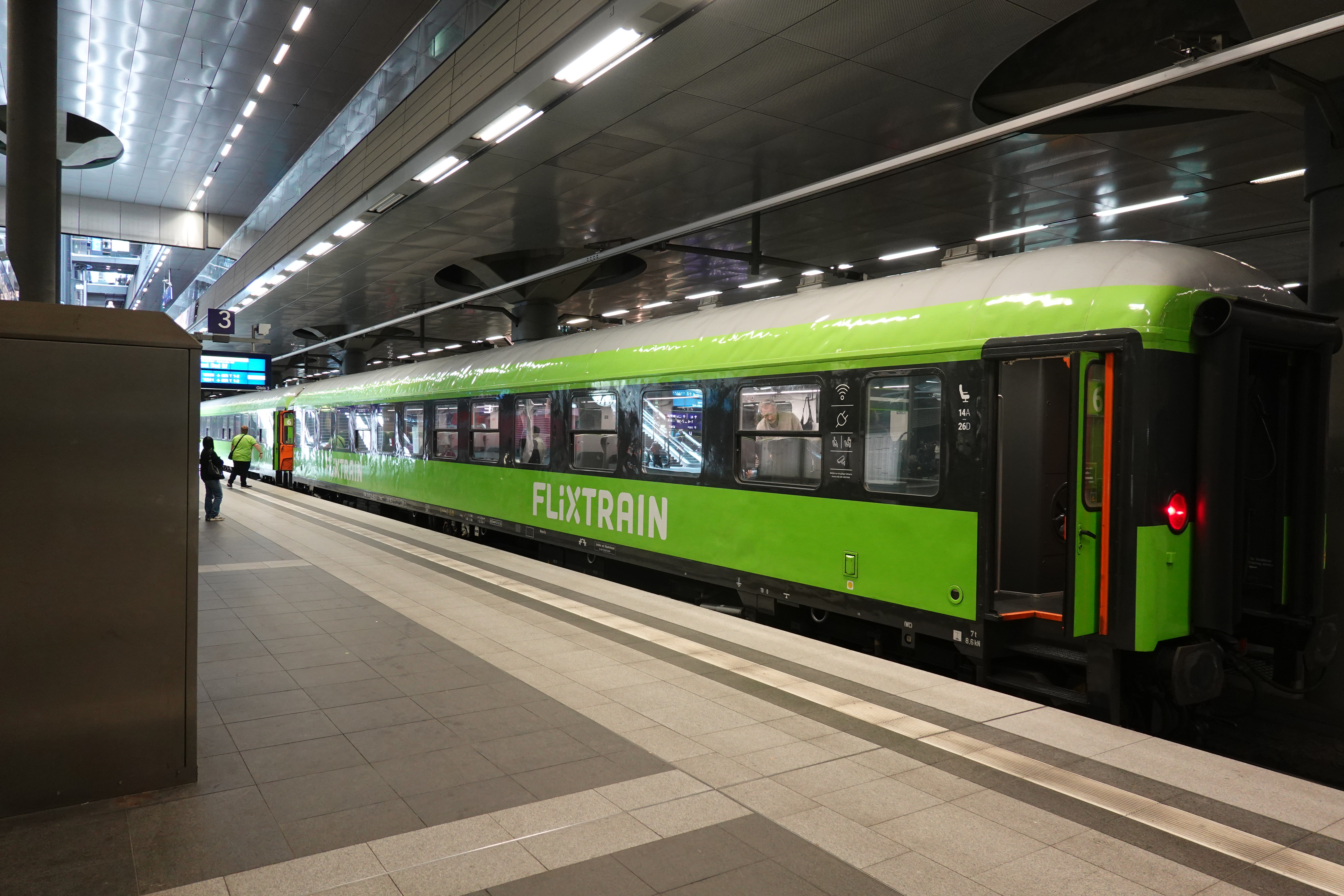

«FlixTrain» — немецкая транспортная компания, специализируется на железнодорожных перевозках в Германии.

## История
В августе 2017 года, компания Flix получила лицензию железнодорожного оператора для своей дочерней компании FlixTrain. Уже в апреле 2018 года компания начала работать на маршрутах Штутгарт — Берлин и Гамбург — Кёльн. В мае 2021 года FlixTrain начала работу в Швеции по маршруту Стокгольм — Гётеборг.
Весной 2020 года компания ненадолго приостановила свою деятельность из-за пандемии COVID-19. В марте 2025 года FlixTrain и Тальго провели переговоры по поводу закупки до 63 новых поездов Talgo 230.

## Деятельность
FlixTrain является главным конкурентом Deutsche Bahn на территории Германии. Компания выполняет большое количество рейсов в Германии между большими городами. Также планируется открыть новые международные рейсы в Нидерланды и Польшу.